# Volker Heuschkel
Volker Heuschkel (* 28. März 1958) ist ein ehemaliger deutscher Fußballspieler.

## Karriere
Heuschkel spielte ab 1975 bei Eintracht Braunschweig, mit der Eintracht erlebte er die Höhepunkte seiner fußballerischen Karriere. Er spielte in der Bundesliga und in der 2. Bundesliga. In der Saison 1979/80 absolvierte er zwei Spiele, bei beiden wurde er eingewechselt, jeweils in der 72. Spielminute. Bei den Einsätzen von Heuschkel konnte Braunschweig keinen Punkt gewinnen, was dem Saisonverlauf entsprach. Die Eintracht stieg als Tabellenletzter ab. In der Folgesaison absolvierte Heuschkel in der 2. Bundesliga ebenfalls zwei Kurzeinsätze. Braunschweig belegte Platz zwei in der Nordstaffel, setzte sich in den Aufstiegsspielen gegen Kickers Offenbach durch und stieg auf. Heuschkel wechselte er zum FT Braunschweig.